# Licea biforis
Licea biforis ist ein Schleimpilz aus der Familie Liceidae. Er ist auf allen Kontinenten (mit Ausnahme Australiens und Antarktikas) nachgewiesen.

## Merkmale
Das Plasmodium ist wässrig bis schmutzigbraun. Die zerstreut bis dicht zueinander verteilten, gelb- bis schmutzigbraunen, selten schwarzen und mit einem hellgelben Mittelstreifen versehenen Sporokarpien sind ungestielt, 0,2 bis 0,8 (selten bis zu 1,5) Millimeter lang gestreckt und 0,1 bis 0,3 Millimeter breit. Ihre Enden sind spindelig zugespitzt bis abgerundet. Gelegentlich bilden sich auch gewundene bis einfach verzweigte Plasmodiokarpe.
Die dünne und bei durchscheinendem Licht annähernd farblose, glänzende Peridie ist fein punktiert und schließt abseits des Längsspaltes zahlreiche Partikel ein, die sie dunkel und matt erscheinen lassen. Sie öffnet sich entlang des Längsspalts.

Die Sporen sind als Sporenmasse gelb, im Durchlicht blassgelb. Sie sind rundlich bis unregelmäßig eiförmig,  dünnwandig, sehr fein stachelig und weisen einen Durchmesser von 9–11, längs bis 13 Mikrometer auf.

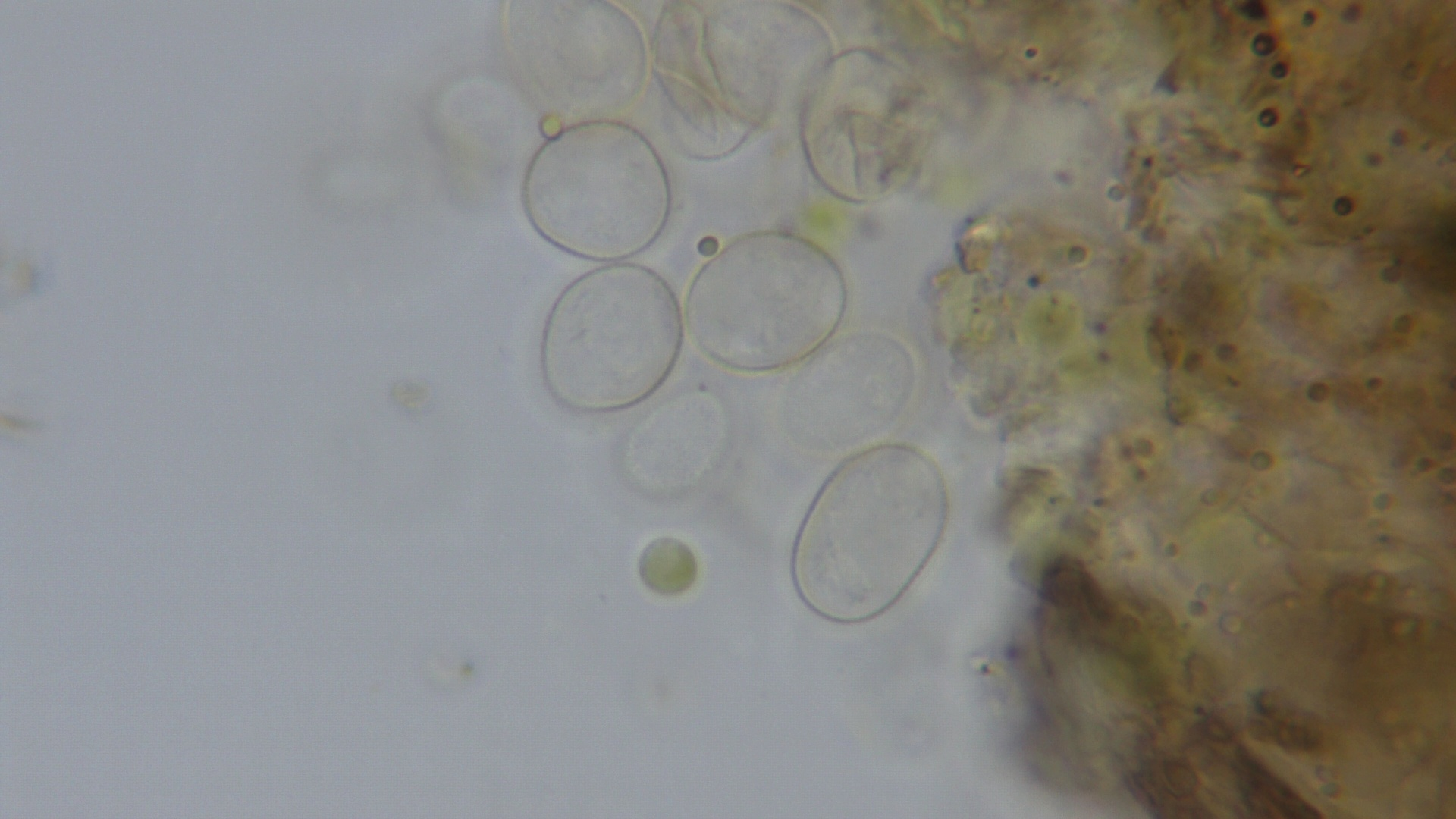
Sporen

## Verbreitung und Ökologie
Der Schleimpilz ist in Mittel- und Südosteuropa (Niederlande, Deutschland, Tschechien, Polen, Griechenland) sowie den USA, Jamaika, Westafrika, Indien, Thailand und Japan nachgewiesen. Er findet sich vergesellschaftet mit Arcyria cinerea, Calomyxa metallica, Clastoderma debaryanum, Echinostelium brooksii, Perichaena corticalis und Physarum nutans.

## Systematik und Forschungsgeschichte
Diese Art wurde 1893 von Andrew Price Morgan anhand eines Fundes auf der Innenseite eines Tulpenbaumes (Liriodendron) in Ohio erstbeschrieben. Die 1965 von Elly Nannenga-Bremekamp anhand der gelegentlich auftretenden Plasmodiokarpe beschriebene Licea sinuosa gilt als Wuchsform und wird daher als synonym zu Licea biforis gestellt.